# Usnija Redžepova
Usnija Redžepova (Servisch: Уснија Реџепова) (Skopje, 4 februari 1946 – Belgrado, 1 oktober 2015) was een in Macedonië geboren Joegoslavische en Servische zangeres van Turkse en Romani afkomst. Haar repertoire omvat voornamelijk volksliederen uit Zuid-Servië en Macedonië, gezongen in het Servisch en in het Romani, maar ook in het Turks.
Alhoewel Usnija Redžepova en Esma Redžepova beide van zangeressen van Romani afkomst zijn, uit Skopje komen en dezelfde achternaam dragen, hebben ze geen familieband. Wel hebben beide zangeressen het compilatiealbum  Songs of a Macedonian Gypsy in 1994 uitgebracht.

## Levensloop
Usnija Redžepova werd 4 februari 1946 geboren, in een sloppenwijk in Skopje, destijds de hoofdstad van de Socialistische Republiek Macedonië (onderdeel van de Federale Volksrepubliek Joegoslavië). Haar ouders waren beiden van religieuze en etnische minderheden: haar vader Jašar was Romani en haar moeder Sabrina was Turks. Haar beide ouders waren moslim in het grotendeels christelijke Macedonië. Haar vader was al een keer getrouwd geweest, maar omdat zijn vrouw geen kinderen kon krijgen, hertrouwde hij met Usnija's moeder. Ook haar moeder Sabrina was al eerder getrouwd geweest en had zelfs twee kinderen voordat ze met haar vader Jašar trouwde, van wie ze nog vier kinderen kreeg, waaronder Usnija. Aan het begin van haar carrière legde Usnija Redžepova vooral de nadruk op haar Turkse afkomst om haar Romani wortels te onderdrukken om antiziganisme te vermijden.
Redžepova ontdekte al snel dat ze het leuk vond om op het podium te staan tijdens volksoptredens. Rond 1963 nam ze deel aan een karaokewedstrijd georganiseerd door Radio Skopje. Ze zong en danste Ajde da igramo tvist ("Kom dansen en twisten"), een popsong van Radmila Karaklajić. Haar optreden werd geprezen en ambtenaren van het radiostation probeerden haar vader ervan te overtuigen haar een professionele zangeres te laten worden. In die tijd werd zingen niet beschouwd als een gerenommeerde carrière in de Roma-gemeenschap, vooral niet voor vrouwen. Haar vader wilde dat zijn dochter haar middelbare studies afmaakte en een goede echtgenote werd. Zelfs nadat ze beroemd was geworden, zou hij nog steeds kritisch zijn over de manier waarop zijn dochter zich op het podium kleedde en handelde.
Usnija Redžepova ontmoette haar man, Svetomir Šešić alias Sele, in 1978 tijdens een tournee door Duitsland. Het paar bleef kinderloos. Sele was accordeonist en tevens een van de beheerders van het vooraanstaande Servische label PGP-RTB, dat zijn vrouw hielp in haar carrière. Hij stierf in 2005 aan alvleesklierkanker. Redžepova overleed tien jaar later, op 1 oktober 2015, aan de gevolgen van longkanker. De begrafenisuitvaart van Redžepova vond islamitisch plaats te Bajrakli-moskee in Belgrado. Op 4 oktober 2015 werd Redžepova begraven in Skopje.

## Discografie
Albums
- 1977: Usnija
- 1984: Dajte mi dajre
- 1987: Šta hočeš
- 1992: Usnija i Orkestar Dragana Stojkovića Bosanca
- 1994: Usnija
- 1994: Ja sa juga, ti sa severa
- 2007: Oko Niša kiša

Extended Plays
- 1966: Usnija Jašarova i Jovanka Ivanovska
- 1966: Džulo, Džulo
- 1968: Ciganske pjesme pjeva Usnija

Singles
- 1971: Ne pitaj za moje ime
- 1972: Da ima ljubov, da ima sreka
- 1974: Hej cigani
- 1975: Šta je život kad ljubavi nema
- 1976: Kavusan sevgililer
- 1978: Šta da radim sa tobom
- 1978: Mani, Mani
- 1979: Hočeš ljubav kćeri roma
- 1981: Čaj ljelja rome
- 1983: Kazuj, krčmo džerimo

Verzamelalbums
- 1982: Zbog tebe
- 1994: Songs of a Macedonian Gypsy (samen met Esma Redžepova)
- 2002: Romske pesme
- 2003: O pesmo moja
- 2003: The Best Of
- 2007: 30 godina sa trubom

- Bibliothèque nationale de France: cb17717765r (data)
- International Standard Name Identifier: 0000 0004 2177 7273
- Library of Congress Control Number: no2017075947
- MusicBrainz: a56d6fed-1b3a-4011-82c3-6d9fb23aa8f5
- Virtual International Authority File: 305630487
- WorldCat: E39PBJkD6KKcYBGhH8rTFHdbBP